# Javanshir
Javanshir (in het Perzisch جوان شیر, jonge leeuw) was de prins van Kaukasisch Albanië van 635 tot 681. Hij was afkomstig van Gardman. Zijn daden zijn beschreven in epische legenden. Hij behoorde tot dynastie van de Mihraniden, die over Kaukasisch Albanië regeerde van 591 tot 821 en gesticht was door zijn vader Varaz-Grigor. Zijn vader was de eerste prins van Gardman die regeerde over Kaukasisch Albanië. Hij ging er prat op, van de Sassaniden af te stammen. Tussen 629 and 638 ging Kaukasisch Albanië over van Romeins naar Perzisch bondgenootschap. Javanshir vocht samen met de Sassaniden tegen de invasie van de Arabieren onder kalief Uthman. In 637 voerde hij het Albanees leger aan, dat samen met de Armeense prins Mushek Mamikonian en Grigor van Syunik aan de Perzische zijde vocht in de Slag bij al-Qādisiyyah tegen de Arabieren. Toen de Sassaniden in 642 verslagen waren, sloot Javanshir een bondgenootschap met het Byzantijnse Rijk. Toen de Arabieren in het zuiden aanvielen en de Khazaren in het noorden, gaf Javanshir zich over aan de kalief. Rivaliserende edellieden, wier macht hij had willen inperken, vermoordden Javanshir in 669.